# Agostinho Teixeira
Agostinho (Agustín) Teixeira fue un futbolista brasileño. Jugaba de puntero derecho, y fue contratado por San Lorenzo de Almagro de Argentina al iniciarse el Campeonato de 1933, el cual vería salir campeón al equipo azulgrana. Llegó junto a otros brasileños: Juan Ramon y Petronilo de Brito. Jugó solamente 2 partidos oficiales con la casaca azulgrana: el 14 de mayo de 1933, por la décima fecha (San Lorenzo 1 - Argentinos Juniors 1) y el 1º de junio de 1933, por la decimosegunda fecha (San Lorenzo 3 - Ferro Carril Oeste de Buenos Aires 1).
- Datos: Q5659926